# Eva Yaneva
Eva Yaneva est une joueuse bulgare de volley-ball née le 31 juillet 1985 à Sofia. Elle mesure 1,86 m et joue au poste de réceptionneuse-attaquante.

## Clubs
| Club                  | De        | À         |
| --------------------- | --------- | --------- |
| CSKA Sofia            | 1996-1997 | 2003-2004 |
| Stinol Lipetsk        | 2004-2005 | 2004-2005 |
| RC Cannes             | 2005-2006 | 2009-2010 |
| Spartak Omsk          | 2010-2011 | 2010-2011 |
| Dinamo Moscou         | 2011-2012 | 2011-2012 |
| JT Marvelous          | 2012-2013 | 2012-2013 |
| RC Cannes             | 2013-2014 | 2013-2014 |
| Dinamo Kazan          | 2014-2015 | 2014-2015 |
| CSM Bucureşti         | jan 2015  | mai 2015  |
| Tianjin VB            | 2015-2016 | 2015-2016 |
| İlbank Ankara         | fév 2016  | mai 2016  |
| Sarıyer Belediyesi    | 2016-2017 | 2016-2017 |
| Guangdong Evergrande  | 2017-2018 | 2017-2018 |
| BVK Bratislava        | 2018-2019 | 2018-2019 |
| KS Developres Rzeszów | jan 2019  | mai 2019  |
| Volero Le Cannet      | 2019-2020 | en cours  |

## Palmarès

### En sélection nationale
- Ligue européenne
  -  : 2010, 2012.
  -  : 2009, 2011.
- Coupe Boris Eltsine
  -  : 2014.
  -  : 2008.

### En club
- Championnat du monde des clubs (1)
  - Vainqueur : 2014.
- Ligue des champions
  - Finaliste : 2006.
  - Troisième : 2010.
- Top Volley International (1)
  - Vainqueur : 2005.
  - Finaliste : 2009.
  - Troisième : 2007, 2013.
- Championnat de Bulgarie (2)
  - Vainqueur : 2000, 2004.
  - Finaliste : 2001, 2002, 2003.
- Coupe de Bulgarie (2)
  - Vainqueur : 2000, 2004.
  - Finaliste : 2002, 2003.
- Championnat de Chine (1)
  - Vainqueur : 2016.
- Championnat de France (8)
  - Vainqueur : 2006, 2007, 2008, 2009, 2010, 2014, 2022, 2023.
- Coupe de France (6)
  - Vainqueur : 2006, 2007, 2008, 2009, 2010, 2014.
- Supercoupe de France (1) :
  - Vainqueur : 2023.
  - Finaliste : 2022.
- Championnat de Pologne
  - Troisième : 2019.
- Coupe de Pologne
  - Finaliste : 2019.
- Championnat de Roumanie
  - Troisième : 2015.
- Championnat de Russie (1)
  - Vainqueur : 2015.
  - Finaliste : 2012.
- Coupe de Russie (1)
  - Vainqueur : 2011.
- Championnat de Slovaquie
  - Finaliste : 2019.
- Coupe de Slovaquie
  - Finaliste : 2019.

### Distinctions individuelles
- 2019 : Ligue MEVZA — Meilleure pointue